# النا فیرسوا
النا اولگونا فیرسوا ( روسی: Еле́на Оле́говна Фи́рсоваمتولد ۲۱ مارس ۱۹۵۰) آهنگساز و موسیقیدان اهل روسیه است.

## زندگینامه
فیرسوا در لنینگراد در خانواده تمام فیزیکدان اولگ فیرسوف و ویکتوریا لیچکو متولد شد.  او موسیقی را در مسکو نزد الکساندر پیروموف، یوری خولوپوف، ادیسون دنیسوف و فیلیپ هرشکوویتز آموخت. در سال ۱۹۷۹ در ششمین کنگره اتحادیه آهنگسازان اتحاد جماهیر شوروی به دلیل شرکت ناموفق در برخی از جشنواره های موسیقی شوروی در غرب به عنوان یکی از " هفت خرنیکوف " در لیست سیاه قرار گرفت. او با آهنگساز، دیمیتری اسمیرنوف ازدواج کرد و هم اکنون در بریتانیا زندگی می کند. فرزندان آنها فیلیپ فیرسوف (هنرمند و مجسمه ساز) و آلیسا فرسوا (آهنگساز، پیانیست و رهبر ارکستر) هستند.

## ساخته ها

### کنسرتو
- کنسرتو ویولن سل شماره ۱ (۱۹۷۳)
- کنسرتو مجلسی شماره ۱ برای فلوت و تار (۱۹۷۸)
- کنسرتو مجلسی شماره ۲ (کنسرتو ویولن سل شماره ۲، ۱۹۸۲)
- کنسرتو ویولن شماره ۲ (۱۹۸۳)
- کنسرتو مجلسی شماره ۳ (کنسرتو پیانو شماره ۱، ۱۹۸۵)
- کنسرتو مجلسی شماره ۴ برای هورن و گروه (۱۹۸۷)
- کنسرتو مجلسی شماره ۵ (کنسرتو ویولن سل شماره ۳، ۱۹۹۶)
- کنسرتو مجلسی شماره ۶ (کنسرتو پیانو شماره ۲، ۱۹۹۶)

### کوارتت
- آمورسو، کوارتت زهی شماره ۴ (۱۹۸۹)
- مرموز، کوارتت زهی شماره ۳ (۱۹۸۰)
- شفقت، کوارتت زهی شماره ۷ (۱۹۹۵)
- مهمان سنگی، کوارتت زهی شماره ۸ (۱۹۹۵)
- برزخ ، کوارتت زهی شماره ۱۱، تکمیل شده در سال ۲۰۰۸
- سکوت برای صدا و کوارتت زهی (۱۹۹۱)
- دربی که بستم, کوارتت زهی شماره۹ (۱۹۹۶)
- مالیخولیایی ، کوارتت زهی شماره ۱۰ (۱۹۹۸)
- لاگریموسو، کوارتت زهی شماره ۵ (۱۹۹۲)
- کوارتت زهی شماره ۶ (۱۹۹۴)
- خداحافظی، کوارتت زهی شماره ۱۲ (۲۰۰۵)

### ارکسترال
- فال برای گروه کر و ارکستر ( ویلیام بلیک ۱۹۸۸)
- نوستالژی برای ارکستر (۱۹۸۹)
- تریستیا، کانتاتا برای صدا و ارکستر مجلسی (۱۹۷۹)
- رودخانه زمان برای گروه کر و ارکستر مجلسی به یاد ادیسون دنیسوف ( گاوریلا درژاوین، ۱۹۹۷)
- اسارت برای ارکستر بادی (۱۹۹۸)
- ترک‌کردن برای ارکستر زهی (۱۹۹۸)
- کاساندرا، برای ارکستر (۱۹۹۲)
- راه مخفی برای صدا و ارکستر (۱۹۹۲)
- ده ارسطو ورگانگان (کریستوفرمنز ۲۰۰۰) (چیزهای سابق از بین رفتند) برای سوپرانو، باس، گروه کر مختلط و ارکستر مجلسی ( فرانتس کافکا، کتاب مقدس، و غیره، ۱۹۹۹)
- مرثیه ای برای سوپرانو، گروه کر و ارکستر ( آنا آخماتووا، ۲۰۰۱)
- باغ رویاها، ادای احترام به دیمیتری شوستاکوویچ برای ارکستر (۲۰۰۴)

### تک‌نوازی
- سوئیت برای تک نوازی ویولا، اپوس. ۲ (۱۹۶۷)
- سونات برای تکنوازی کلارینت، اپوس. ۱۶ (۱۹۷۶)
- برای اسلاوا برای ویولن سل (۲۰۰۷)

### مرجع
- یوری خالوپوف: روس ها در انگلستان: دیمیتری اسمیرنوف، النا فیرسوا. مقاله، در: موسیقی از اتحاد جماهیر شوروی سابق.  شماره ۲. مسکو: موسیقیدان, ۱۹۹۶, pp. ۲۵۵–۳۰۳; Ex oriente...: Ten آهنگسازان اتحاد جماهیر شوروی سابق.  برلین: انتشارات ارنست کوهن, ۲۰۰۲, pp. ۲۰۷–۲۶۶ شابک ‎۳−۹۲۸۸۶۴−۸۴-X
- فیرسوا، یلنا اولگونا توسط جانسون استفان در، فرهنگ لغت اپرا جدید گروو', استنلی سادی (لندن, ۱۹۹۲) شابک ‎۰−۳۳۳−۷۳۴۳۲−۷

## کتابشناسی
- النا فیرسوا: در مورد موسیقی ; در موسیقی شوروی در پرتو پرسترویکا ۳۳۷–۸، انتشارات لابر، آلمان، (ترجمه آلمانی توسط هانلور گرلاخ و یورگن کوچل) ۱۹۹۰